# Slavonsko-srijemski podolac
Slavonsko-srijemski podolac ili slavonsko-srijemsko podolsko govedo stara je hrvatska pasmina domaćeg goveda.

## Povijest
Spada u podolska goveda, koja spadaju u dugorožna goveda (Bos taurus) i odomaćeni su oblik izvornog Bos primigenius. Od davnina je obitavala u hrvatskim slavonsko-srijemskih graničarskim krajevima. Zaključno s početkom 20. stoljeća bio je najznačajnija i najzastupljenija pasmina goveda u Baranji, Srijemu i Slavoniji te u Podravini do Virovitice. Na tom području činilo je oko 90 % od ukupnog broja goveda. 
Od izumiranja ga je spasilo Brodsko ekološko društvo. Danas na zaštićenom pašnjaku Gajni kod Oprisavaca živi trećina populacije podolskog goveda. Gajna je zaštićena na inicijativu Brodskog ekološkog društva. Danas uspješno surađuje s Javnom ustanovom Natura Slavonica i u sklopu brojnih projekata, na Gajni su nabavljeni primjerci hrvatskih autohtonih pasmina: slavonsko-srijemsko podolsko govedo, crna slavonska svinja i posavski konj, a tu su i psi hrvatski ovčari.

## Osobine
Kasnozrela je pasmina, vrlo otporna i izdržljiva. Živahne su naravi, ali u doticaju s čovjekom plaha i nepovjerljiva, a ponekad i nervozna.
Čvrsta je kostura i nogu, "suhih" izraženih zglobova, umjereno otvorenih pigmentiranih papaka, s blago spuštenom zdjelicom slabo do umjereno popunjenom mišićjem. Bikovi su visine oko 140 cm, a krave oko 130 cm. Boja slavonsko-srijemskog podolca je sivobijela do tamnosiva, često s tamnijom pigmentacijom plahtice vrata i glave, pri čemu je zamjetljiva kod bikova, te veći tamni koluti oko očiju. Telad su žućkasto smeđa. Tamno pigmentirani (crni) su gubica, sluznica očiju i papci. Vime je općenito maleno, visoko vezano i obraslo bijelim dlakama. Prepoznatljivi rogovi su glavna značajka. Pri korijenu su svijetli, a od polovice ka vrhu tamni. Izrazito su dugi, često koso položeni s vrhovima koji strše na stranu. Raspon među vrhovima je velik i tvori oblik lire. Drugi tip rogova koji se javlja su oni postavljeni više okomito, vrhova povinutih unatrag i tvore oblik vila. Krava je uz tele uvijek, a njih i do 20 ili 30 krava je s jednim bikom. Bikovi su teški od 500 do 800 kg, a krave od 400 do 600 kg. Glava je duguljasta i uska. Njuška je srneća. Kratka su i plosnata vrata. Leđa su ravna i čvrsta. Lopatica je dobro povezana.
Slavonsko-srijemsko podolsko govedo nije izbirljivo u pogledu hrane. Hranidbeni prohtjevi su mu vrlo skromni pa ga se većim dijelom godine drži na paši. Također nije zahtjevno što se tiče higijene i smještaja. Jedino ga se zimi zatvara u prostore koje ga štiti od oborina, npr. neku štalu, nadstrešnicu. Tad ga se hrani sijenom uz dodatak zrnja žitarica.

## Namjena
Uzgajalo ga se uglavnom kao radno govedo za teške poslove u poljoprivredi. Meso mu je bilo vrlo cijenjeno te je to bila također glavna svrha uzgoja. U laktaciji je proizvodilo oko 800 do 1.000 litara mlijeka. Danas je važan genetski resurs. Danas je rastući uzgoj za ekološku proizvodnju mesa s naglaskom na iskorištavanju zapuštenih i neiskorištenih prirodnih resursa u krajevima gdje je pasmina povijesno u uskoj svezi s očuvanjem zaštićenih krajolika i biološke raznolikosti.

## Zaštita
Broj primjeraka dosta je opao u 20. stoljeću. Godine 2013. broj je spao tek na petnaestak uzgajivača, kod kojih je prema 
službenim podacima HPA-a 13 bikova, 171 krava i 126 grla ženskog podmlatka, od kojih su 34 grla do godinu dana a 92 grla preko godine dana starosti. Godine 2008. osnovana je Udruga uzgajivača slavonsko srijemskog podolca sa sjedištem u Slavonskom Brodu, te uskoro i uzgojno udruženje u Ministarstvu poljoprivrede, ribarstva i ruralnog razvoja. 2017. godine ostala je 201 krava, od čega su 72 u Brodsko-posavskoj županiji, a na Gajni je otprilike trećina svih hrvatskih nacionalnih uzgajivača.
Javna ustanova Park priroda Lonjsko polje 2004. godine kupila je iz Centra za reprodukciju u stočarstvu u Križevcima osnovno stado od 19 krava, 1 bika i 1 telića. Godišnji prirast prodaje zainteresiranim uzgajivačima i lokalnom stanovništvu. U programu Uzgojni program slavonsko-srijemsko podolskog goveda u sklopu Nacionalne strategija i akcijski plan zaštite biološke i krajobrazne raznolikosti (NN143/08) i Strategije i akcijskog plana zaštite prirode Republike Hrvatske za razdoblje od 2017. do 2025. godine (NN 72/17), čiji je sprovoditelj Javna ustanova Park prirode Lonjsko polje, odgovorna ustanova za praćenje provedbe Središnji savez uzgajivača slavonsko-srijemskog podolca i suradnici na provedbi Ministarstvo poljoprivrede RH, Brodsko ekološko društvo i lokalno stanovništvo na području Parka prirode Lonjsko polje, određeno je zaštita, očuvanje i povećanje brojnosti (osobito rasplodnih krava i bikova) izvorne i zaštićene pasmine slavonsko-srijemskog podolskog goveda, očuvanje tradicionalnog oblika poljoprivredne proizvodnje koju karakterizira «…arhetipski način stočarenja s miješanim krdima svinja, stadima konja, krava, gusaka i drugih domaćih životinja » te obogaćivanje tržišta zdrave hrane marketinškim konceptom dodane vrijednosti koja proizlazi iz fenomena slobodne ispaše i danas na tržištu nosi konotaciju «zdrave hrane». Dio prezentacije u sustavu posjećivanja Parka prirode Lonjsko polje je edukativni program o vrijednosti izvorne pasmine i matičnog stada slavonsko-srijemskog podolskog goveda.